# Minami-ku (Sakai)
Pour les articles homonymes, voir Minami (homonymie).
Minami (南区, Minami-ku, littéralement : arrondissement Sud) est l'un des sept arrondissements de la ville de Sakai au Japon. En 2015, sa population est de 147 903 habitants pour une superficie de 40,39 km2, ce qui fait une densité de population de 3 652 hab./km2.

## Géographie
L'arrondissement de Minami-ku est situé au sud de la ville de Sakai, dans la région du Kansai. L'arrondissement est limitrophe des arrondissements de Naka-ku et de Nishi-ku. L'arrondissement est également limitrophe de trois villes : Izumi, Kawachinagano  et Ōsakasayama. 

## Transports
- Semboku Rapid Railway
  - ligne Semboku (SB03 Izumigaoka, SB04	Toga-Mikita et SB05 Kōmyōike)

SB05 Kōmyōike
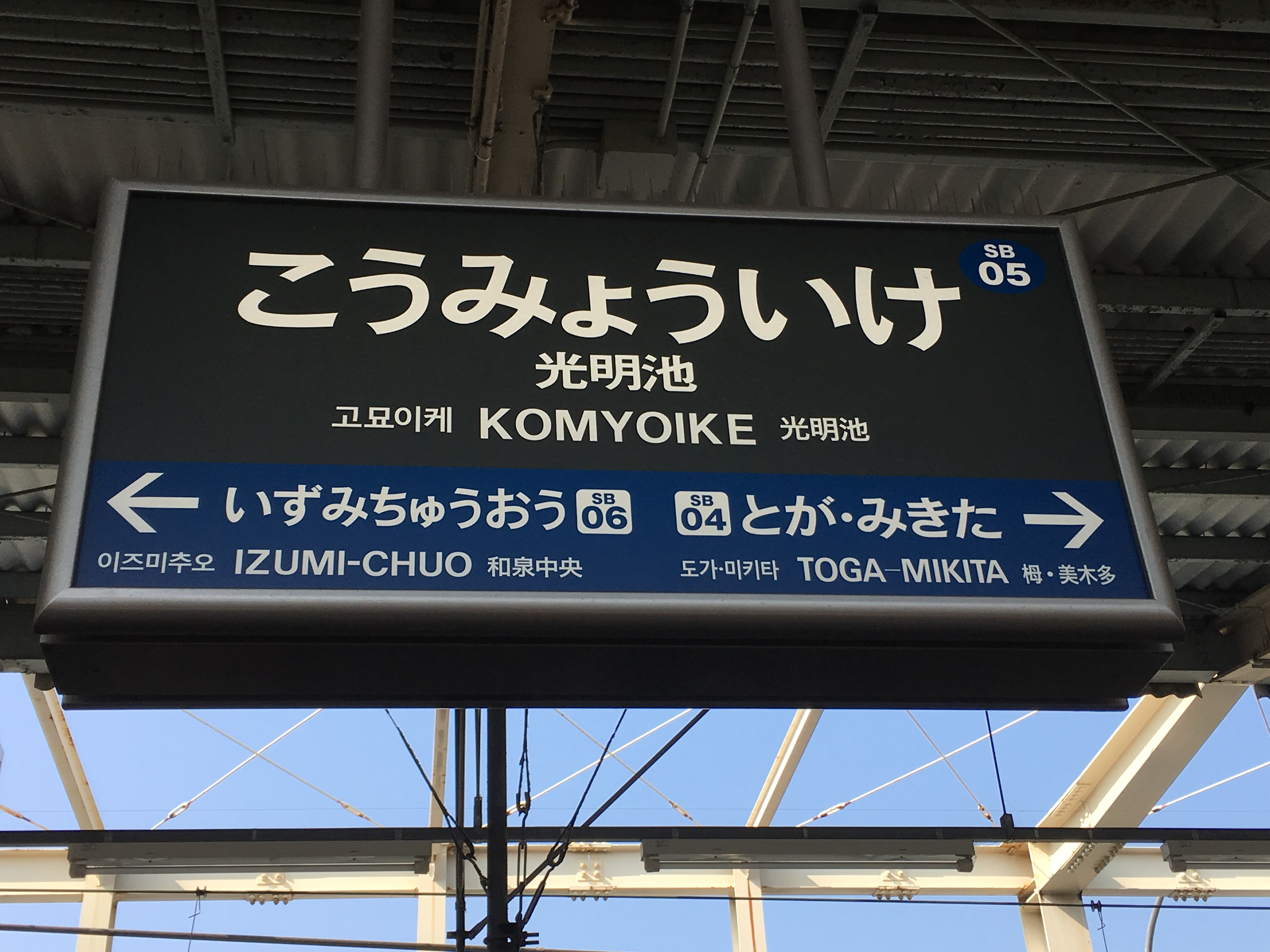
Station SB05 Kōmyōike.
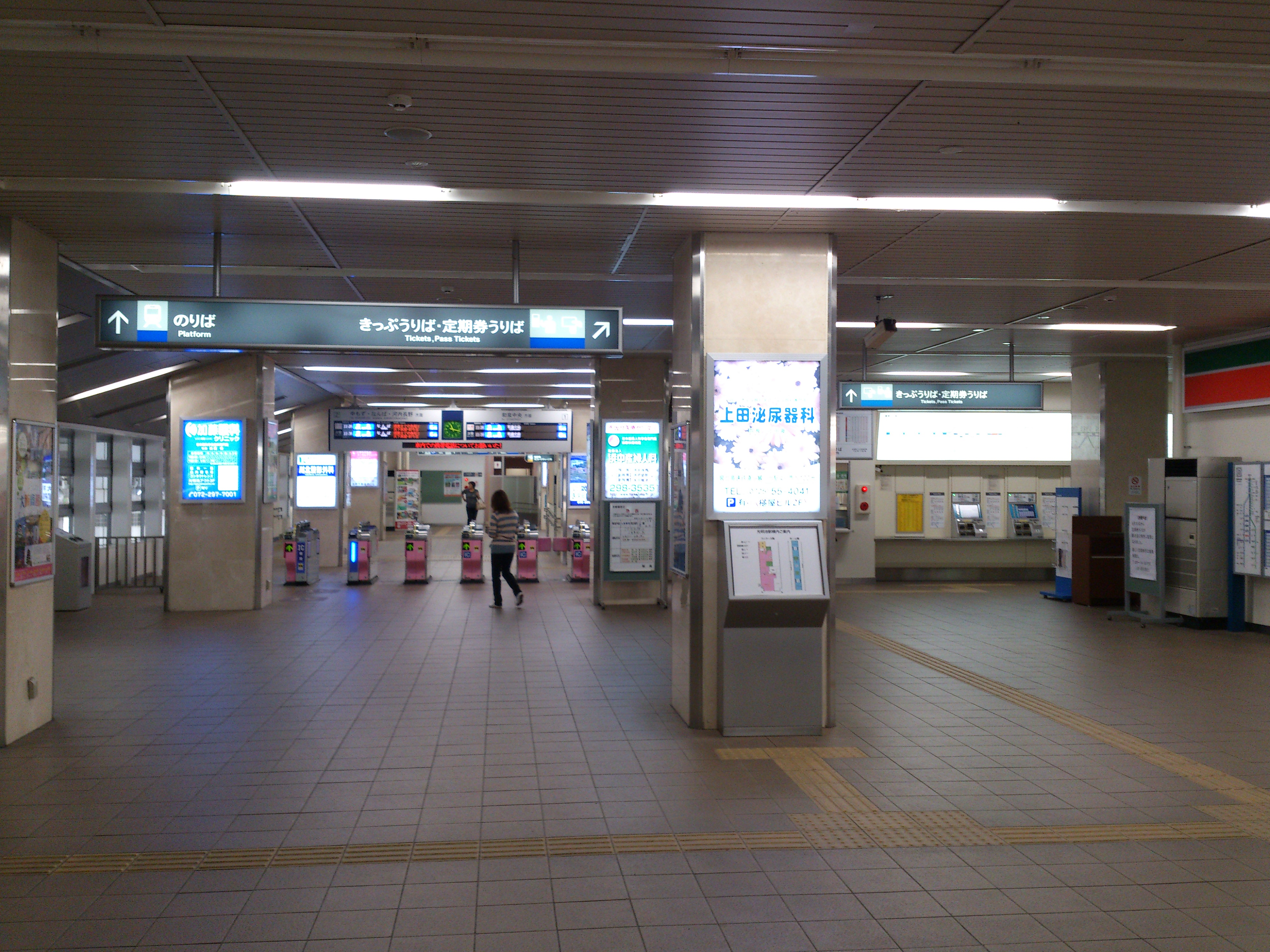
SB05 Kōmyōike.